# Сан-Лоренцо-Беллицци
Сан-Лоренцо-Беллицци (итал. San Lorenzo Bellizzi) — коммуна в Италии, располагается в регионе Калабрия, подчиняется административному центру Козенца.
Население составляет 904 человека, плотность населения составляет 24 чел./км². Занимает площадь 38 км². Почтовый индекс — 87070. Телефонный код — 0981.
Покровителем коммуны почитается святой Лаврентий. Праздник ежегодно празднуется 10 августа.